# Louis Charles Maitre
Pour les articles homonymes, voir Maître.
Louis Charles Maitre (mort en 1974) est un homme politique français, qui est brièvement maire de Besançon en 1944-1945.

## Biographie
Louis Charles Maitre est médecin, et est président du comité local de libération à la fin de la Seconde Guerre mondiale et, à ce titre, devient maire à la libération de Besançon le 11 septembre 1944, jusqu'à l'élection de Jean Minjoz le 19 mai 1945.